# Tetrahemihexaedro

Modelo rotatorio

En la geometría, el tetrahemihexaedro o hemicuboctaedro es un poliedro uniforme estrellado, indexado como U4. Tiene 7 caras (4 triángulos y 3 cuadrados), 12 aristas y 6 vértices. Su figura de vértice es un cuadrilátero cruzado. Su diagrama de Coxeter-Dynkin es  (aunque esta es una doble cubierta del tetrahemihexaedro). 
Es el único poliedro uniforme, excluyendo los prismas cuyas bases tienen una cantidad impar de lados, con un número impar de caras. Su símbolo de Wythoff es 3⁄2 3 | 2, pero este representa una doble cobertura del tetrahemihexaedro con ocho triángulos y seis cuadrados, emparejados y coincidentes en el espacio. (Se puede ver más intuitivamente como dos tetrahemihexaedros coincidentes.) 
Es un hemipoliedro. La parte "hemi" del nombre significa que algunas de las caras forman un conjunto correspondiendo con la mitad de los miembros de un poliedro regular. Aquí, tres caras cuadradas forman un conjunto que corresponde con la mitad de las caras del hexaedro regular, más conocido como el cubo—de ahí el nombre hemihexaedro. Las caras hemi también están orientadas en la misma dirección que las caras del poliedro regular. Las tres caras cuadradas del tetrahemihexaedro son, como las tres orientaciones faciales del cubo, mutuamente perpendiculares. 
La característica de "la mitad de los miembros" también significa que las caras hemi deben todas pasar por el centro del poliedro, donde se cruzan entre sí. Visualmente, cada cuadrado se divide en cuatro triángulos rectángulos, con dos visibles desde cada lado. 
Es el politopo demicruzado tridimensional.

## Superficies relacionadas
Es una superficie no orientable. Es único como el único poliedro uniforme con una característica de Euler de 1, y por lo tanto, es un poliedro proyectivo, que produce una representación del plano proyectivo real muy similar a la superficie Roman. 
| Superficie Roman |

## Poliedros relacionados
Tiene los mismos vértices y bordes que el octaedro regular. También comparte 4 de las 8 caras triangulares del octaedro, pero tiene 3 caras cuadradas adicionales que pasan por el centro del poliedro. 
| Octaedro | Tetrahemihexaedro |

La figura dual es el tetrahemihexacrono. 
Está 2-cubierto por el cuboctaedro, que en consecuencia tiene la misma figura de vértice abstracta (2 triángulos y dos cuadrados: 3.4.3.4) y el doble de vértices, bordes y caras. Tiene la misma topología que el poliedro abstracto hemi-cuboctaedro . 
| Cuboctaedro | Tetrahemihexaedro |

También se puede construir como un cuploide triangular cruzado, siendo una versión reducida de la cúpula triangular retrógrada por su base 6gonal.
| n⁄d | 3                           | 5                             | 7                             |
| --- | --------------------------- | ----------------------------- | ----------------------------- |
| 2   | Cuploide triangular cruzado | Cuploide pentagrámico         | Cuploide heptagrámico         |
| 4   | —                           | Cuploide pentagrámico cruzado | Cuploide heptagrámico cruzado |

### Tetrahemihexacrono
El tetrahemihexacrono es el dual del tetrahemihexaedro, y es uno de los nueve hemipoliedros duales. 
Como los hemipoliedros tienen caras que pasan por el centro, las figuras duales tienen vértices correspondientes en el infinito; correctamente, en el plano proyectivo real al infinito. En Modelos Duales de Magnus Wenninger, se representan con prismas intersecados, cada uno de los cuales se extiende en ambas direcciones hacia el mismo vértice en el infinito, para mantener la simetría. En la práctica, los modelos se cortan en un cierto punto que es conveniente para el fabricante. Wenninger sugirió que estas figuras son miembros de una nueva clase de figuras de stelación, llamada estelación al infinito. Sin embargo, también sugirió que, estrictamente hablando, no son poliedros porque su construcción no se ajusta a las definiciones habituales. 
Topológicamente se considera que contiene siete vértices. Los tres vértices considerados al infinito (en el plano proyectivo real al infinito) corresponden direccionalmente a los tres vértices del hemioctaedro, un poliedro abstracto. Los otros cuatro vértices existen en las esquinas alternas de un cubo central (un demicubo, en este caso un tetraedro).